# 차인표의 블랙박스
《차인표의 블랙박스》는 KBS 2TV의 과학 다큐멘터리 프로그램이다.
- 진행자는 차인표이다.
- 2002년 봄 개편으로 주주클럽, 자유선언 토요대작전 등과 함께 신설되었다.[1]
- 각종 미스터리나 기현상에 대해 다루는 다큐멘터리 프로그램으로, 방영 이전부터 진행자가 차인표라는 점이 알려져 화제가 되었다.
- 첫번째 방송 주제인 냉동인간을 시작으로 몽유병, UFO, 빙의 등 다양한 미스터리 주제에 대해 다뤘다.
- 그러나 시청률 부진으로 동물원 사람들, 203 특별수사대 등과 함께 폐지되었다.

## 진행자
- 인기 배우 차인표

## 기타
- 프로그램 폐지 이후 2002년 12월 일간지·통신 방송담당 기자단에서 선정한 나쁜 프로그램 교양 부문 2위로 선정되었다.[2]